# Edi
Edi – polski dramat obyczajowy z 2002 roku w reżyserii Piotra Trzaskalskiego. Akcja filmu toczy się początkowo w Łodzi, a potem na wsi. Bohaterem filmu jest zwyczajny człowiek, który godzi się z tym, co go spotyka.

## Obsada
- Henryk Gołębiewski – Edi
- Jacek Braciak – Jureczek
- Jacek Lenartowicz – Brat I
- Grzegorz Stelmaszewski – Brat II
- Aleksandra Kisio – Księżniczka
- Dominik Bąk – Cygan
- Małgorzata Flegel-Siedler – Krysia
- Maria Maj – żona Małego
- Tomasz Jarosz – Andrzej
- Stefan Rola – Stefan
- Grażyna Suchocka – sklepowa